# L'ambiziosa
L'ambiziosa (Payment on Demand) è un film del 1951 diretto da Curtis Bernhardt e interpretato da Bette Davis e Barry Sullivan.

## Trama
Joyce è una donna senza scrupoli e molto determinata a far avanzare la carriera del marito, l'avvocato David Ramsey. Usando anche mezzi poco ortodossi riesce nel suo scopo e la famiglia raggiunge potere e ricchezza, fino a quando David si rende conto della vera natura della moglie e chiede il divorzio. Joyce cerca allora di ricattarlo per impadronirsi di tutta l'eredità, ma prima che la sentenza di divorzio venga pronunciata, David pensa che sia possibile ricominciare e la coppia sembra ritrovare un'accettabile armonia.

## Produzione
Il film, il cui titolo di lavorazione era The Story of a Divorce, segnò la prima apparizione da freelance di Bette Davis dopo 18 anni di contratto con la Warner Bros. Sebbene realizzato nel 1949, fu distribuito solo nel 1951 dopo il successo di Eva contro Eva, che fruttò all'attrice una candidatura agli Oscar.
Nel film compare anche la figlia della Davis, Barbara Davis Sherry che all'epoca aveva tre anni, proprio nel ruolo della figlia della protagonista. Comparirà per la seconda e ultima volta sul grande schermo 11 anni dopo in Che fine ha fatto Baby Jane? (è la ragazzina curiosa, vicina di casa delle sorelle Hudson).
Per la parte del co-protagonista, la produzione pensò inizialmente a Robert Young e successivamente a Wendell Corey. Alla fine la scelta ricadde su Barry Sullivan, all'epoca sotto contratto con la MGM. Il film segnò il ritorno dell'attrice Frances Dee dopo tre anni di assenza dal grande schermo (da Le quattro facce del West) e fu l'ultimo interpretato da Jane Cowl, che morì il 22 giugno 1950.
Secondo quanto riportato all'epoca dal Time, i produttori Bruce Manning e Jack H. Skirball erano indecisi se concludere la storia con una scena di riconciliazione e prima dell'uscita del film "testarono" diversi finali davanti ad un campione di spettatori.

## Distribuzione
Il film fu distribuito negli Stati Uniti dalla RKO Radio Pictures a partire dal 3 febbraio 1951.
Nel 1982 è stato proiettato alla 32ª edizione del Festival di Berlino, in una retrospettiva dedicata al regista Curtis Bernhardt.

### Date di uscita
- Stati Uniti (Payment on Demand) – 3 febbraio 1951
- Svezia (Betala mitt liv) – 27 agosto 1951
- Danimarca (En skilsmisse) – 8 ottobre 1951
- Portogallo (Ambiciosa) – 11 ottobre 1951
- Finlandia (Maksa elämäni) – 30 novembre 1951
- Spagna (La egoísta) – 12 aprile 1952
- Australia (Payment on Demand) – 26 aprile 1952
- Germania Ovest (Die Ehrgeizige) – 14 novembre 1952

## Critica
La rivista Variety scrisse che il film «tenta di evitare le insidie della soap opera, in cui le crisi emotive e materiali si sviluppano in rapida successione... Bette Davis è in ottima forma. La sua interpretazione della moglie eccessivamente ambiziosa, la cui spregiudicatezza conduce al collasso coniugale, ha una grande credibilità».
Il critico Bosley Crowther del New York Times apprezzò la prova di Bette Davis («recita in modo molto abile, ottenendo un'apparenza superficiale di femminilità che potrebbe quasi essere reale»), aggiungendo però che «sfortunatamente la sceneggiatura di Bruce Manning e Curtis Bernhardt include tutto tranne una semplice e convincente dimostrazione dei motivi per cui un matrimonio non è riuscito».

## Adattamenti
Il 3 settembre 1951, Bette Davis e Barry Sullivan ripresero i rispettivi ruoli in un adattamento radiofonico per Lux Radio Theatre, serie antologica trasmessa dalla CBS.